# Voie démocratique et sociale
La Voie démocratique et sociale (arabe : المسار الديمقراطي الاجتماعي) ou Al Massar est un parti politique tunisien né le 1er avril 2012 de la fusion entre le mouvement Ettajdid, le Parti du travail tunisien et des indépendants du Pôle démocratique moderniste.
Il est membre de la coalition baptisée Union pour la Tunisie.

## Historique
Lors de sa formation en 2012, Al Massar compte cinq élus à l'assemblée constituante : Samir Taïeb (Tunis 1), Ahmed Brahim (Tunis 2), Fadhel Moussa (Ariana), Salma Baccar (Ben Arous) et Nadia Chaabane (France 1). Le nombre d'élus passe à dix en trois ans, avec le ralliement de Salma Hédia Mabrouk (Ben Arous), Ali Bechrifa (Béja), Abdelkader Ben Khemis (Le Kef), Manel Kadri (Sidi Bouzid) et Karima Souid (France 2).
En janvier 2013, Taïeb, alors porte-parole du parti, annonce que le comité central refuse la proposition du gouvernement de nommer Moussa à un poste ministériel. Fin mars, Souid et Mabrouk, deux députées d'Ettakatol, annoncent quitter leur parti et rejoindre la Voie démocratique et sociale.
À l'issue du congrès constitutif tenu du 20 au 22 juin 2014 à Hammamet, Taïeb devient secrétaire général du parti. Le 1er juillet, les membres du secrétariat national se réunissent au siège du parti afin de répartir les responsabilités entre les différents membres du bureau politique. Il est décidé des attributions suivantes :
- Jounaïdi Abdeljaoued, secrétaire national chargé des élections ;
- Anouar Ben Naoua, secrétaire national chargé de l'organisation et des structures ;
- Faouzi Charfi, secrétaire national chargé des relations avec les partis politiques ;
- Slim Ben Arfa, secrétaire national chargé des relations avec les organisations nationales et la société civile ;
- Samira Ben Kaddour Belkadhi, secrétaire nationale chargée de la formation ;
- Samy J. Chapoutot, secrétaire national chargé des relations internationales ;
- Fethia Saïdi, secrétaire nationale chargée de l'égalité, de la citoyenneté et de la jeunesse
- Jemaï Hajji, secrétaire national chargé de la décentralisation et du développement régional ;
- Hafedh Halouani, secrétaire national chargé du programme économique et social ;
- Maher Hanin, secrétaire national chargé des droits économiques et sociaux ;
- Salma Baccar, secrétaire nationale chargée de la culture et de l'éducation ;
- Fadhel Moussa, secrétaire national chargé des études et des initiatives juridiques et constitutionnelles ;
- Aïda Fehri, secrétaire nationale chargée de la communication et du discours ;
- Henda Krichen, secrétaire nationale chargée des relations avec les instances élues.

Le 11 novembre 2014,  Samir Taïeb annonce que, faute d'avoir pu se mettre d'accord sur une personnalité à soutenir en vue de l'élection présidentielle du 23 novembre, le parti ne soutiendra aucun des candidats.
Le 8 juillet 2018, Taïeb gèle son adhésion au parti, conduisant à la désignation de Jounaïdi Abdeljaoued comme nouveau secrétaire général, par le conseil central, le 18 décembre. Le 28 mars 2019, Taïeb présente sa démission de toutes les structures, à savoir le bureau politique, la coordination générale et le conseil central. Faouzi Charfi est élu secrétaire général le 7 avril, à l'occasion du congrès électif du parti.